# Polyalthia socia
Polyalthia socia är en kirimojaväxtart som beskrevs av William Grant Craib. Polyalthia socia ingår i släktet Polyalthia och familjen kirimojaväxter. Inga underarter finns listade i Catalogue of Life.